# Claire Dearing
Claire Dearing è un personaggio immaginario del franchise di Jurassic Park.
Viene introdotta nel quarto film della saga, Jurassic World (2015), che inaugura la trilogia omonima. Diretto e co-sceneggiato da Colin Trevorrow, il film vede Bryce Dallas Howard nei panni di Claire. È una delle tre protagoniste della trilogia, insieme a Owen Grady (interpretaro da Chris Pratt), suo interesse amoroso, e alla figlia adottiva Maisie Lockwood (interpretata da Isabella Sermon). In Jurassic World, Claire è responsabile delle operazioni del parco tematico dedicato ai dinosauri, situato su Isla Nublar.
Howard riprende il ruolo nei due sequel. In Jurassic World - Il regno distrutto (2018), Claire ha fondato e guida il Dinosaur Protection Group (DPG), un'organizzazione impegnata a salvare i dinosauri da un'eruzione vulcanica imminente. Sebbene lei e Owen si siano lasciati, tornano a collaborare per questa missione, durante la quale adottano Maisie, clone della figlia di Benjamin Lockwood. In Jurassic World - Il dominio (2022), Claire e Owen vivono in isolamento per proteggere Maisie dalle aziende genetiche interessate a studiarla. Quando la ragazza viene rapita dalla Biosyn, intraprendono una nuova missione per salvarla.
Il personaggio di Claire è uno dei ruoli più noti di Bryce Dallas Howard. Sebbene la reazione della critica sia stata mista, l'interpretazione dell’attrice è generalmente apprezzata, e molti considerano Claire una delle figure più riuscite del franchise.

## Biografia del personaggio

### Jurassic World(2015)
Claire è a capo delle operazioni del parco Jurassic World, situato su Isla Nublar. È una donna iper-dedita al lavoro e fatica a trovare tempo per i suoi nipoti, Zach e Gray, in visita al parco. La sorella Karen la esorta ad avere figli, sostenendo che ne valga la pena. Claire ha avuto una relazione con Owen Grady, l'addestratore dei Velociraptor, ma è naufragata a causa delle loro differenze caratteriali.
Per attrarre più visitatori, i genetisti del parco hanno creato l'Indominus rex, un dinosauro ibrido geneticamente modificato. Claire inizialmente ignora gli avvertimenti di Owen sulla pericolosità della creatura, ma a seguito di un incidente Owen decide di accompagnarla nella ricerca dell'Indominus e dei nipoti scomparsi. Durante una sosta, Claire si commuove vedendo Owen confortare un Apatosaurus morente, e inizia a cambiare il proprio atteggiamento verso i dinosauri, non più visti come semplici "attrazioni".
Durante un attacco di Pterosauri, Claire salva Owen da un Dimorphodon e i due si baciano, interrotti dal ritrovamento di Zach e Gray. Più tardi, Claire libera il Tirannosauro per combattere l'Indominus, che viene infine sconfitto. Alla fine, Claire si riunisce con Karen e decide di iniziare una relazione con Owen.

### Jurassic World - Il regno distrutto(2018)
In Jurassic World - Il regno distrutto (2018), Claire ha concluso la sua relazione con Owen, e ha fondato il Dinosaur Protection Group (DPG), un'organizzazione dedicata a salvare i dinosauri di Isla Nublar da un'eruzione vulcanica. Collabora con Benjamin Lockwood, co-creatore del primo Jurassic Park insieme a John Hammond, per evacuare i dinosauri. Claire convince Owen a unirsi, ricordandogli che Blue, il Velociraptor da lui cresciuto, è ancora im vita sull'isola.
Il gruppo scopre però che l'assistente di Lockwood, Eli Mills, intende vendere i dinosauri al mercato nero. Claire e Owen cercano di fermarlo e incontrano Maisie Lockwood, nipote di Benjamin, ma – come rivelato da Mills – è un clone della defunta figlia fi Lockwood. Quando l'Indoraptor – un nuovo ibrido – fugge, Claire rimane ferita, ma esorta Owen a salvare Maisie. Insieme, riescono a eliminare la creatura. Claire e Owen si riconciliano e adottano Maisie.

### Jurassic World - Il dominio(2022)
In Jurassic World - Il dominio (2022), quattro anni dopo, Claire vive nella Sierra Nevada con Owen e la quattordicenne Maisie, continuando a lavorare per proteggere i dinosauri. Tuttavia, Maisie inizia a sentirsi frustrata dalla vita in isolamento, che le è stata imposta per proteggerla dai ricercatori genetici. Questo spinge Owen e Claire a riflettere se sia giunto il momento di permettere a Maisie di tornare nella società, nonostante i rischi legati alla sua natura.
Quando Maisie viene rapita su incarico della Biosyn, Claire e Owen decidono di intraprendere una missione per salvarla. La loro ricerca li porta a Malta, dove Claire si confronta con Soyona Santos, una donna legata a un mercato nero di dinosauri. Claire ingaggia una lotta fisica con Santos prima di interrogarla, scoprendo che Maisie è stata portata al quartier generale di Biosyn in Italia. Santos, in un tentativo di fermarla, scatena un branco di Atrociraptor su Claire, ma lei riesce a sopravvivere con l'aiuto della pilota Kayla Watts, che successivamente la porta insieme a Owen a Biosyn.
Purtroppo, durante il viaggio, l'aereo viene abbattuto da un attacco di pterosauri, separando Claire e Owen. Durante la separazione, Claire ha un incontro ravvicinato con un Therizinosaurus e un Dilophosaurus. Owen e Kayla riescono a ritrovarla, e la coppia si riunisce con Maisie. Inoltre, si alleano con Alan Grant, Ellie Sattler, Ian Malcolm e Ramsay Cole per fuggire da Biosyn.
Alla fine, Claire e Owen riescono a riportare Maisie a casa, dove si sistemano insieme, iniziando una nuova vita come famiglia.

## Concezione e sviluppo
Jurassic World è stato diretto da Colin Trevorrow, che ha scritto la sceneggiatura finale con Derek Connolly. In una prima versione dello script (firmata da Rick Jaffa e Amanda Silver), Claire si chiamava "Whitney" e aveva un ruolo secondario, concepita come antagonista dell'addestratore di raptor. Trevorrow decise di svilupparla come protagonista, ritenendola il personaggio con il maggiore potenziale evolutivo. Il nome Claire fu scelto da Trevorrow per evocare una durezza iniziale che lasci spazio a una tenerezza profonda; il cognome Dearing fu invece proposto da Connolly per il suo sapore "Dickensiano". Trevorrow ha dichiarato che, sebbene Chris Pratt fosse il primo nei titoli di testa, il vero protagonista del film è Claire.
Trevorrow voleva che i personaggi del film avessero un aspetto distinguibile, e a proposito di Claire ha dichiarato: «Inizia con questo abito bianco candido, poi tutto viene completamente distrutto». Ha in seguito aggiunto: «Volevo che Claire ricordasse una garzetta bianca, per poi vederla progressivamente fatta a pezzi nel corso del film. Per me, lei rappresenta il parco. Ed è proprio lei il personaggio che subisce la trasformazione più profonda». Claire indossa tacchi alti per tutta la durata del film, e Bryce Dallas Howard ha dovuto imparare a correre con essi grazie ai consigli dell'ex combattente Pete Williams, che lavorava per lei come autista sul set. La scelta finale delle calzature è stata proprio della Howard, che immaginava Claire come una donna abituata a portare i tacchi anche sul lavoro. In seguito fu suggerito all'attrice di proseguire a piedi nudi una volta giunta nella giungla, ma temeva di contrarre il tetano. Un'altra opzione era quella di distruggere i tacchi appena entrata nella foresta, ma questa soluzione era già stata adottata nel film All'inseguimento della pietra verde (1984), e Howard non voleva ripeterla. L'attrice ha commentato: «Ho sempre trovato esilarante il fatto che lei corra nella giungla con i tacchi, mentre il suo outfit viene completamente distrutto».
Parlando della transizione di Claire verso l'attivismo, Howard ha descritto il personaggio come qualcuno che «era dalla parte sbagliata della storia» e che ora cerca di «rimediare ai propri errori». Trevorrow ha aggiunto: «Claire desidera ardentemente fare la cosa giusta, ma a volte le conseguenze negative delle sue buone intenzioni finiscono per gravare su di lei. Volevamo indagare quel bisogno di redenzione, quel senso di colpa e di rimpianto».
Per Jurassic World - Il dominio (2022), Colin Trevorrow scrisse e girò la scena dell’incontro di Claire con il Therizinosaurus come una sequenza «silenziosa, immobile e carica di suspense». Trevorrow sottolineò come Claire «non avesse mai avuto nemmeno una scena in cui fosse da sola con un dinosauro». Howard ricevette pressioni, da parte di persone non specificate, affinché perdesse peso in vista del film, ma Trevorrow rifiutò questa richiesta. L'attrice ricordò che il regista le disse: «Esistono molti tipi diversi di donne su questo pianeta, e nel nostro film ci sono molti tipi diversi di donne». Howard eseguì personalmente numerose acrobazie, che a suo dire sarebbero state impossibili se fosse stata a dieta.
Nel corso della trilogia di Jurassic World, Howard fu pagata sensibilmente meno rispetto a Chris Pratt: «Quando iniziai le trattative per Jurassic, era il 2014, il mondo era diverso e io partivo da una posizione di svantaggio. Purtroppo si firmano contratti per tre film, quindi gli accordi sono fissati fin dall'inizio». Pratt si fece promotore di una richiesta affinché a Howard venisse riconosciuto un compenso pari al suo per gli altri progetti legati a Jurassic World ai quali entrambi partecipavano. L'attrice ha inoltre ripreso il ruolo di Claire nelle attrazioni dei parchi tematici Jurassic World: The Ride e VelociCoaster, e ha prestato la voce al personaggio nei videogiochi Jurassic World Evolution (2018) e Jurassic World Evolution 2 (2021).
Nell'aprile 2023 è stato annunciato che Jurassic Park e i suoi personaggi sarebbero stati presenti nel videogioco Funko Fusion, uscito nel 2024. Tra i personaggi giocabili ci sono anche Claire Dearing e Owen Grady.

## Accoglienza
Peter Bradshaw della rivista The Guardian, ha elogiato l'interpretazione di Bryce Dallas Howard nel primo film. Jake Coyle dell'Associated Press ha osservato che, tra tutti i personaggi, quello di Howard è «quello che lascia il segno più forte, nei panni di un'ingranaggio aziendale il cui mondo ordinato sta andando in frantumi. Non è un ritratto sottile – indossa i tacchi per tutta la durata del film – ma la sua trasformazione è la più convincente in un'opera piena di evoluzioni discutibili». Robbie Collin del Daily Telegraph ha sottolineato la chimica tra Pratt e Howard, paragonandola a quella «giocosa e dinamica» tra la Principessa Leila e Ian Solo.
Saim Cheeda di Screen Rant ha affermato che Claire possiede il miglior arco narrativo tra tutti i personaggi dell'intera saga. Al contrario, Michael Haskell di MovieWeb ha scritto che, sebbene Bryce Dallas Howard «dia chiaramente il massimo e sembri sinceramente coinvolta nel franchise», il personaggio di Claire Dearing «lascia molto a desiderare». Nick Bartlett di /Film ha ritenuto che Howard e Pratt formassero una coppia poco convincente. In Jurassic World - Il dominio, ha trovato Howard più efficace nelle scene in cui non condivideva lo schermo con Pratt, sottolineando che gli scontri di Claire con i dinosauri risultano «molto più intensi», in quanto è «più fallibile e più vulnerabile rispetto all'incredibilmente competente Owen». Ha inoltre definito l'incontro con il Therizinosaurus «la sequenza con i dinosauri più memorabile e originale dell'intera saga».

### Accuse di sessismo
Prima dell'uscita del film, Joss Whedon criticò una clip di Jurassic World in cui Claire e Owen discutono del trattamento dei dinosauri, definendola «sessista in stile anni '70». Trevorrow rispose che la scena era una decostruzione intenzionale degli stereotipi, e che non occorre rinunciare alla femminilità per creare un'eroina forte. Ha definito Claire una protagonista costruita per evolversi, attraversando un percorso che la rende nuova e autentica, pur con un tocco retrò.